# Man lebt nur einmal (1952)
Man lebt nur einmal ist ein deutscher Spielfilm aus dem Jahr 1952. Unter der Regie von Ernst Neubach, der auch das Drehbuch schrieb, spielten Theo Lingen, Marina Ried, Rudolf Platte, Paul Hörbiger, Siegfried Breuer, Erich Fiedler, Klaus Günter Neumann, Wolfgang Neuss, Ruth Stephan und Lisa Stammer. Die Musik schrieb Heinrich Riethmüller und produziert wurde der Film von Artur Brauners CCC-Filmproduktionsgesellschaft.
1981 wurde der Stoff unter dem Titel Alles im Eimer mit Dieter Hallervorden neu verfilmt.